# Petar Ugrin
Petar »Pero« Ugrin, slovenski trobentač, violinist in skladatelj, * 12. januar 1944, Zagreb, Neodvisna država Hrvaška, † 14. september 2001, Ljubljana. 
Petar Ugrin je bil violinist in jazzovski trobentač. Kot violinist je igral pri Orkestru Slovenske filharmonije, kasneje pa kot trobentač pri Plesnem orkestru RTV Ljubljana. Bil je tudi član zasedb Mladi levi, September, Greentown Jazz Band, Ljubljana Jazz Selection, ... Leta 1993 je za solistične nastope doma in v tujini prejel Nagrado prešernovega sklada.

## Kariera
Ugrin se je rodil 12. januarja 1944 v Zagrebu. Na Reki je opravil Srednjo glasbeno šolo iz violine, nato pa je odšel v Ljubljano, kjer je pričel s študijem violine na Akademiji za glasbo. Na akademiji je diplomiral leta 1967. Od leta 1963 pa do 1971 je bil kot violinist član Orkestra Slovenske filharmonije.
Trobento se je Ugrin začel učiti na Reki, kjer je kasneje kot trobentač nastopal v septetu Josipa Forembacherja. V Sloveniji se je Ugrin kot trobentač predstavil v orkestru Ad hoc, s katerim je nastopal na jazz festivalih na Bledu. Leta 1966 je zmagal na natečaju za mlade jazzovske trobentače na Dunaju. Ugrin se je razvijal v odličnega jazzovskega trobentača, zato ga je v svoje orkestre vabili mnogi dirigenti jazz orkestrov. Tako je Ugrin sodeloval z ljubljanskim Akademskim jazz orkestrom in z zagrebškim Big Brass Bandom, ki ga je vodil bobnar Silvijo Glojnarić. Nastopi na blejskem in kasneje ljubljanskem jazz festivalu so mu prinesli sodelovanja s svetovno znanimi jazzovskimi glasbeniki kot sta Ted Curson in Leo Wright, s katerima je igral na več jam-sessionih. Na povabilo prijatelja Ratka Divjaka se je udeležil avdicije za Plesni orkester RTV Ljubljana in leta 1972 postal član PORL-a, kateremu je ostal zvest vse do svoje smrti leta 2001.
Ugrin je bil prav tako član zasedb Mladi levi, September, Ljubljana Jazz Selection, Greentown Jazz Band, mednarodnega Big Banda EBU v Parizu, Ugrin-Divjak kvinteta, Grašič-Ugrin kvinteta, Ljubljanske Jazz selekcije in vodja Kvinteta Petra Ugrina. Gostoval je v ZDA, Nemčiji, Franciji in na Nizozemskem. Leta 1999 je kot solist nastopil na koncertu ob 100. obletnici rojstva Duka Ellingtona v Švici, kjer je požel velik uspeh.
V svoji karieri je Ugrin sodeloval s slavnimi jazzovskimi imeni kot so Art Farmer, Johnny Griffin, Diane Schuur, Clark Terry in z vsemi solisti in dirigenti, ki so sodelovali z Big Bandom RTV Slovenija. Po smrti Jožeta Privška je Ugrin skupaj z Lojzetom Krajnčanom prevzel taktirko Big Banda.
Za svoje delo je leta 1993 prejel Nagrado prešernovega sklada.
Umrl je 14. septembra 2001 v Ljubljani.

## Glasba za gledališče
Ugrin je ustvarjal tudi scensko glasbo, skupaj z Milkom Lazarjem pa je ustvaril otroška muzikala Totalka odštekan dan in Bučka na Broadwayju.
- 2001 Eduardo De Filippo: BOŽIČ PRI CUPIELLOVIH, r. Mario Uršič, Mestno gledališče ljubljansko
- 2000 Alessandro Baricco: DEVETSTO, r. Marko Sosič, Slovensko stalno gledališče Trst
- 1999 Polonca Kovač: PALČKI NA SMOVSKEM GRIČU, r. Matija Milčinski, Lutkovno gledališče Ljubljana
- 1999 Ödon von Horváth: ZGODBE IZ DUNAJSKEGA GOZDA, .r Mario Uršič, Slovensko stalno gledališče Trst
- 1998 Jess Borgeson, Adam Long, Daniel Singer: ZBRANA DELA WILLIAMA SHAKESPEARA (OKRAJŠANO), r. Boris Cavazza, SNG Drama Ljubljana
- 1998 Tone Partljič: MAISTER IN MARJETA, r Mario Uršič, Drama SNG Maribor
- 1997 Albert Ramsdel Gurney: PUNČI, r. Mario Uršič, Mestno gledališče ljubljansko
- 1996 Draga Potočnjak: METULJEV PLES, r. Boris Cavazza, SNG Drama Ljubljana
- 1996 Milan Jesih: ZVEZDA IN SRCE, r. Matija Milčinski, Lutkovno gledališče Ljubljana
- 1996 John Osborne: OZRI SE V GNEVU, r. Janez Pipan, SNG Drama Ljubljana
- 1996 Arthur Miller: POGLED Z MOSTU, r. Mario Uršič, Mestno gledališče ljubljansko
- 1996 Sam Shepard: MISEL LAŽNIVKA, r. Boris Cavazza, SNG Nova Gorica
- 1995 Ivan Cankar: MOJE DELO JE KNJIGA LJUBEZNI, ODPRI JO, DOMOVINA..., Mestno gledališče ljubljansko
- 1995 Jean Baptiste Poquelin Molière: DON JUAN ALI KAMNITA GOSTIJA, r. Boris Cavazza, SNG Drama Ljubljana
- 1994 Miguel Cervantes de Saavedra: ČUDEŽNO GLEDALIŠČE, r. Mario Uršič, SNG Nova Gorica
- 1994 Arthur Miller: SMRT TRGOVSKEGA POTNIKA, r. Žarko Petan, Mestno gledališče ljubljansko
- 1993 Milan Dekleva: BUČKA NA BROADWAYU, r. Boris Kobal, Cankarjev dom
- 1993 Ivan Cankar: ZA NARODOV BLAGOR, r. Boris Kobal, SNG Drama Ljubljana
- 1993 Jean Baptiste Poquelin Molière: AMFITRION, r. Mario Uršič, Mestno gledališče ljubljansko
- 1991 Ephraim Kishon: BIL JE ŠKRJANEC, r. Boris Kobal, Mestno gledališče ljubljansko
- 1991 Carlo Goldoni: POČITNIŠKA TRILOGIJA, r. Mario Uršič, SNG Drama Ljubljana

## Izbrana diskografija

### Solo
- Samo muzika (1979)

### Mladi levi
Albuma
- Mila mala (1969)
- Antologija (1999)

Singl
- »Odprite okna, vojna je končana« (1971)

### September
Albumi
- Zadnja avantura (1976)
- BOOM '76 (1976)
- Randevu s muzikom (1977)
- The Best of September (2003)

Singl
- »Luduj s nama« (1976)

### Greentown Jazz Band
- Swingin' Classics (1989)
- Live in Lisinski Concert Hall Zagreb (1990)

### Ljubljana Jazz Selection
- Dedicated to Miroslav Sedak Benčič (1992)
- Damjana & Ljubljana Jazz Selection (1993)
- Petar Ugrin & Ljubljana Jazz Selection (1994)
- God Bless' the Child (1994)

### Petar Ugrin Quintet
- Ozri se v gnevu (2000)

### Plesni orkester RTV Ljubljana/Big Band RTV Slovenija
- Diskografija

### Ostalo
- 11. International jazz festival "Ljubljana '70" (1970)
- Tihomir Pop Asanović – Majko Zemljo (1974)
- Jugoslovenska pop selekcija – Slatka Lola (Najljepše Pjesme Đorđa Novkovića) (1975)
- Pepel in kri – Dan Ljubezni (1976)
- Tihomir Pop Asanović – Pop (1976)
- Janez Gregorc – Žica (1977)
- Horizont – 500 Wattov (1978)
- Gojković, Kovačev – Trumpets & Rhythm Unit (1979)
- Različni – Jazz na koncertnom podiju vol. 4 (1980)
- Boki Milošević – Od Čočeka do Betovena (1981)
- Ansambl Nikice Kalođere – Yu Memories (1982)
- Električni orgazam – Lišće prekriva Lisabon (1982)
- Različni – Zvezdana prašina (Star Dust) (1982)
- Različni – Glazbena parada - Radenci (1982)
- Aska – Katastrofa (1984)
- Bazar – Bazar (1986)
- Oliver Dragojević – Za sva vrimena (1986)
- Lojze Krajnčan – Commercial (1987)
- Oliver Dragojević – Svirajte noćas za moju dušu (1988)
- Ocho Rios - Ocho Rios (1988)
- The Jeff Conway Big Band – Sunny Days and Happy Nights (1989)
- Različni – Sjaj izgubljene ljubavi (1994)
- Janez Bončina - Benč – Bendologija (1999)
- Dusko Goykovich – Quo Vadis Samba (2003)
- B. P. Convention Featuring Sal Nistico – Bag's Groove - Live At Studio "M" (2008)